# Видем-при-Птую
Видем-при-Птую (словен. Videm pri Ptuju) — поселення в общині Видем, Подравський регіон‎, Словенія.